# Macrobrachium cocoense
Macrobrachium cocoense är en kräftdjursart som beskrevs av Abele och Kim 1984. Macrobrachium cocoense ingår i släktet Macrobrachium och familjen Palaemonidae. Inga underarter finns listade i Catalogue of Life.